# Moult-Chicheboville
Moult-Chicheboville – gmina we Francji, w regionie Normandia, w departamencie Calvados. W 2013 roku liczba ludności wynosiła 2685 mieszkańców. Gmina siostrzana polskiej gminy Pakosław. 
Gmina została utworzona 1 stycznia 2017 roku z połączenia dwóch ówczesnych gmin: Chicheboville oraz Moult. Siedzibą gminy została miejscowość Moult.